# Salsoul Records
La Salsoul Records è un'etichetta discografica statunitense disco e funk.

## Storia
Nel 1973 i fratelli Joe, Ken e Stanley Cayre, proprietari della Mericana Records, produssero l'album di Joe Bataan Salsoul (l'etichetta prenderà il nome dal suo titolo, che si tratta di una fusione delle parole salsa e soul). Dopo essere stato inizialmente ignorato, il disco ebbe un'impennata di notorietà quando lo strumentale in esso contenuto Latin Strut iniziò a essere trasmesso dapprima dal disc jockey Frankie Crocker dell'emittente WBLS e in seguito da tutte le altre radio R&B. L'etichetta CBS acquisì i diritti della traccia cedendo ai Cayre un assegno di 100.000 dollari, che decisero di investire per inaugurare nel 1974 l'etichetta Salsoul Records, nata come sotto-etichetta della Caytronics, etichetta che produceva principalmente musica messicana e latinoamericana. Nel 1975 Bataan pubblicò Afrofilipino, il primo long playing del catalogo dell'etichetta.
La Salsoul produsse anche i dischi dell'omonima orchestra che, tra il 1974 ed il 1982, fuse funk, Philadelphia soul e musica latina, sconfinando anche nella disco music. Gli altri artisti della Salsoul comprendono Aurra, Carol Williams, Edwin Starr, Donna Summer, Inner Life, Instant Funk, Jimmy Castor Bunch, Jocelyn Brown, Larry Levan, Loleatta Holloway, Rafael Cameron, Skyy e Charo.
Nel 2010 la Salsoul Records venne acquisita dalla Verse Music Group.